# Ernst Gaste
Emil Paul Ernst Gaste, född 13 maj 1898 i Berlin, död 13 mars 1972 i Västberlin, var en tysk konståkare som deltog i Olympiska spelen i Sankt Moritz 1928 i par tillsammans med Ilse Kishauer. De kom på åttonde plats.